# Anahit Barseghjan
Anahit Barseghjan (armenisch Անահիտ Բարսեղյան; * 3. März 1994 in Charkiw, Ukraine) ist eine armenische Schwimmerin. Sie hält armenische Rekorde in den Disziplinen 50 Meter Schmetterling, 50 Meter Rücken und 100 Meter Rücken. Ihre Körpergröße beträgt 1,63 m.

## Leben
Schwimmen begann sie im Alter von sieben Jahren. Ihr Vater war Direktor des Schwimmbades im Jerewaner Pionierpalast. Ihr Schwimmverein in Armenien ist das Team Neptun. Trainiert wurde sie von ihrem Vater, vom Trainer der armenischen Jugendnationalmannschaft Arman Wahanjan sowie vom armenischen Nationaltrainer Misak Gabrieljan.

## Erfolge
Von 2006 bis 2013 schwamm sie für armenische Nationalmannschaften bei mehreren Wettbewerben. Die armenische Meisterschaft konnte sie in verschiedenen Disziplinen 2006, 2007 und 2009 gewinnen.
An den Schwimmweltmeisterschaften 2009 in Rom war sie für vier Disziplinen gemeldet, schaffte es jedoch in kein Finale: Beim 50 Meter Rücken wurde sie mit 32:47 s 93. von 133 Teilnehmerinnen, im 100 Meter Freistil mit 1:02:69 min 120. von 165 und beim 50 Meter Freistil mit 29:12 s 122. von 176. Im 100 Meter Rücken trat sie nicht an.
Bei den I. Olympischen Jugend-Sommerspielen, die 2010 in Singapur stattfanden, nahm sie am 50 Meter Rückenschwimmen teil. Sie schied dort mit 32,79 s in der Qualifikation aus.
Bei den Schwimmweltmeisterschaften 2011 in Shanghai schied sie mit 1:08:99 min im 100 Meter Rücken ebenfalls in der Qualifikation aus. Sie war dort 51. von 53 Teilnehmerinnen.
Bei den Olympischen Sommerspielen 2012 in London nahm sie als einzige armenische Teilnehmerin an den Schwimmwettbewerben teil. Im Rückenschwimmen über 100 Meter schied sie in der ersten Qualifikationsrunde mit einer Zeit von 1:08:19 min als vierte von fünf Teilnehmerinnen aus. Sie belegte damit im Gesamtklassement den 44. Platz von 45 Teilnehmerinnen, nur die Monegassin Angélique Trinquier hinter sich lassend.
Bei den Kurzbahnweltmeisterschaften 2012 in Istanbul wurde sie im 100 Meter Rücken mit 1:05;71 min 50. von 69 Teilnehmerinnen, im 50 Meter Schmetterling mit 29,84 s 50. von 83 sowie im 50 Meter Rücken mit 30:39 s 42. von 66. In allen drei Disziplinen schwamm sie in Istanbul armenischen Rekord.